# Studeriotes longiramosa
Studeriotes longiramosa is een zachte koraalsoort uit de familie Viguieriotidae. De koraalsoort komt uit het geslacht Studeriotes. Studeriotes longiramosa werd in 1910 voor het eerst wetenschappelijk beschreven door Kükenthal. 